# Lília Cabral
Lília Cabral Bertolli Figueiredo (sinh ngày 13 tháng 7 năm 1957) là một nữ diễn viên người Brazil. Cô đã hai lần được đề cử giải thưởng Emmy quốc tế cho Nữ diễn viên xuất sắc nhất.

## Tiểu sử
Lília Cabral là con gái của một người cha người Ý, Gino Bertolli, và một người mẹ Bồ Đào Nha, Almedina Cabral, người sinh ra ở São Miguel, Azores. Lilia mất mẹ khi cô còn rất nhỏ, trước khi cô bắt đầu làm việc trong truyền hình, điều mà cô vô cùng phẫn nộ, vì mẹ cô không bao giờ có cơ hội xem công việc của mình là một nữ diễn viên. Cô đến từ khu phố São Paulo của Lapa, nơi cô trải qua thời thơ ấu, nhưng đã sống ở Rio de Janeiro trong hơn hai mươi năm.

## Sự nghiệp

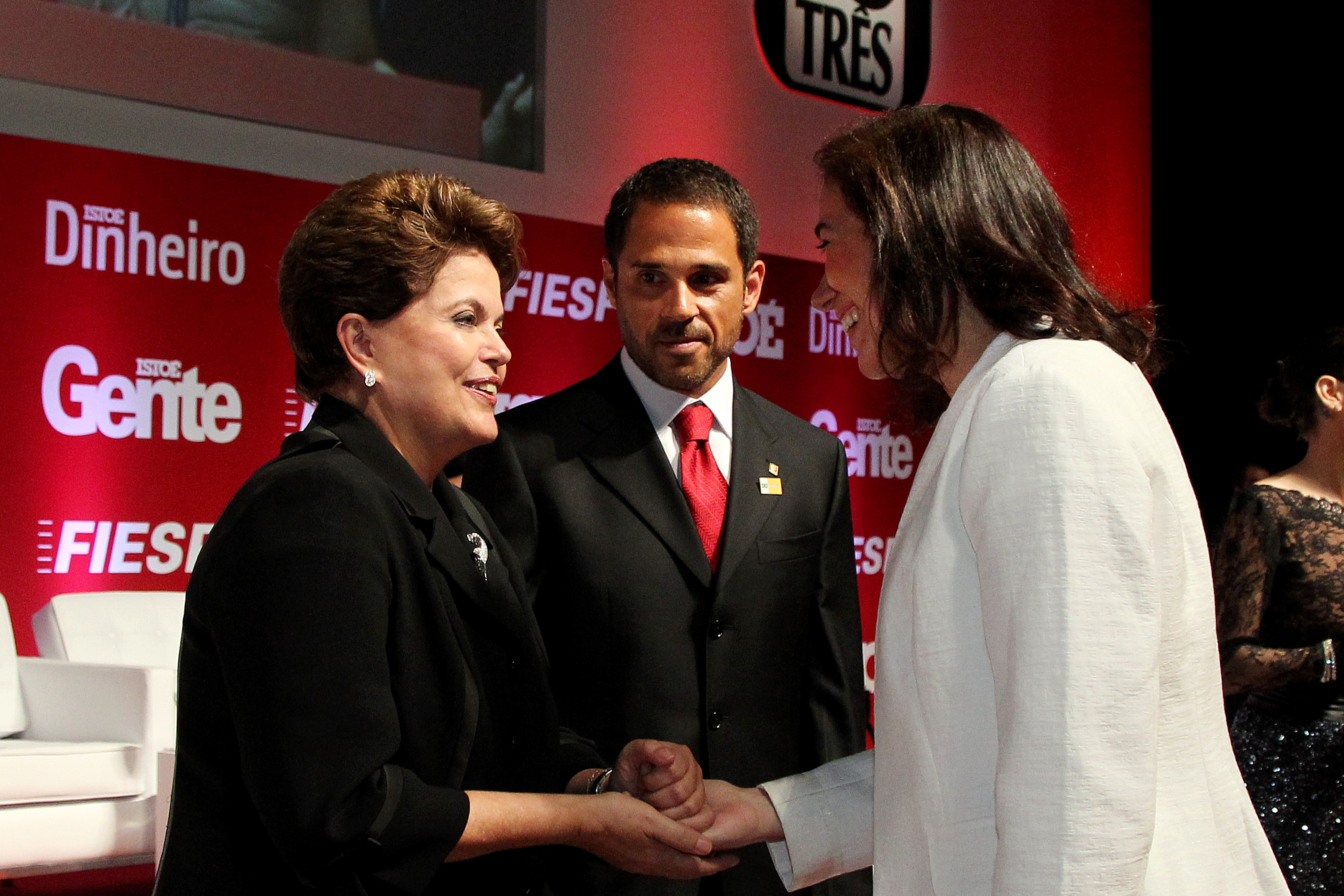
Lília (phải) gặp tổng thống Brazil Dilma Rousseff (trái) tại sự kiện "Nhân vật của năm".

Lília Cabral bắt đầu sự nghiệp của mình trong nhà hát biểu diễn trong vở kịch Feliz Ano Velho, dựa trên một cuốn sách của Marcelo Rubens Paiva.
Lília Cabral ra mắt trên truyền hình vào năm 1981 trong telenovela, Os Adolescentes, được viết bởi Ivani Ribeiro và được sản xuất bởi Rede Bandeirantes.
Năm 1984, Lília Cabral chuyển đến Rede Globo để diễn xuất trong Corpo a Corpo, bởi Gilberto Braga, và cô vẫn ở đó cho đến ngày hôm nay.
Năm 2003, Lília Cabral tham gia Chocolate com Pimenta với tư cách là nhân vật phản diện truyện tranh Bárbara. Sau đó, cô tham gia đoàn phim của Começar de Novo trong vai Aída, chủ sở hữu của một spa nổi tiếng.
Năm 2006, Lília Cabral đóng vai chính là nhân vật phản diện chính của Páginas da Vida trong vai Marta vô cảm. Với màn trình diễn xuất sắc của mình, cô đã nhận được giải thưởng Trophy Press cho Nữ diễn viên xuất sắc nhất. Cô cũng đã được đề cử giải Emmy quốc tế cho Nữ diễn viên xuất sắc nhất năm 2007, nhưng cô đã mất giải thưởng cho nữ diễn viên người Pháp Muriel Robin cho vai diễn trong Marie Besnard - The Poisoner.